# Дерби Соуэто
Дерби Соуэто (англ. Soweto derby) — футбольное дерби Йоханнесбурга между клубами «Кайзер Чифс» и «Орландо Пайретс». История противостояния двух команд ведётся с 1970 года.

## История
«Орландо Пайретс» был основан в 1937 и имел огромное количество болельщиков, способных на выезде оказать своей команде поддержку сродни домашним матчам. Однако клуб из-за режима апартеида, не позволявшего играть в чемпионате страны, большую часть своих матчей проводил в рамках коммерческих турниров в соседних африканских странах. Так после одного из них в Свазиленде клуб со скандалом покинул нападающий Кайзер Мотаунг, причиной конфликта стала неудовлетворенность игрока зарплатой. Он отправился в США, в команду NASL «Атланта Чифс». В 1970 году Мотаунг вернулся на родину, где основал профессиональный футбольный клуб «Кайзер Чифс», в названии которого сочетались имя футболиста и часть названия его американской команды, а эмблема отчасти повторяла логотип «Атланты Чифс».
Первая игра между будущими непримиримыми соперниками состоялась 24 января 1970 года, за год до старта первого розыгрыша южноафриканской профессиональной лиги «только для чёрных». Встреча проходила на стадионе Орландо в рамках матча за третье место турнира из 8 команд, организованного пивоваренной компанией с призовым фондом чуть более $ 100. «Орландо Пайретс» одержал в поединке победу со счётом 6:4, что сделало его самым результативным и по сей день в противостоянии команд.
Первый матч лиги между клубами был сыгран 24 апреля 1971 года и прошёл драматично. «Кайзер Чифс», проигрывавший 0:3, сумел одержать волевую победу с результатом 4:3, забив решающий мяч за 3 минуты до финального свистка. Эта встреча вошла в историю обоих клубов, а также ещё больше подогрела интерес к дерби. Маркс Мапоняне, блиставший в «Кайзере Чифс» в 1980-е годы, будучи его лучшим бомбардиром за всю историю, в начале 1990-х годов уже выступал за «Орландо Пайретс». Он стал первым футболистом, кто забивал в дерби за обе команды.
13 января 1991 года в результате давки из-за слишком большого количества зрителей на матче дерби, имевшем статус товарищеского и предсезонного, на стадионе Оппенгеймер погибло 42 человека. 10 лет спустя, 11 апреля 2001 года, после спорного гола в ворота «Кайзера Чифс» на трибунах стадиона Эллис Парк начались беспорядки, повлекшие за собой смерть 43 человек.